# 올렉산드르 페트리우
올렉산드르 스뱌토슬라보비치 페트리우(우크라이나어: Олекса́ндр Святосла́вович Пе́трів, 1974년 8월 5일~)는 우크라이나의 사격 선수로 주 종목은 권총이다. 2008년 하계 올림픽 25m 속사권총 종목에서 금메달을 획득했다.

## 경력
르비우 출신으로 1986년에 사격을 시작했다. 르비우 체육 대학교를 졸업했으며, 우크라이나 육군에 입대하여 대위까지 진급했다. 1994년에 우크라이나 주니어 사격 국가대표로 발탁되었고 2000년에는 국가대표로 처음 발탁되었다. 2002년 7월에 핀란드 라흐티에서 열린 2002년 세계 사격 선수권 대회에 참가하였다. 그는 올레흐 트카초우와 로만 본다루크와 함께 25m 센터파이어 권총 단체전에 출전하여 대한민국과 노르웨이팀의 뒤를 이어 동메달을 획득했다. 이는 페트리우가 처음으로 획득한 세계 선수권 대회 메달이다.
2008년 중화인민공화국 베이징에서 열린 2008년 하계 올림픽에 남자 25m 속사권총 종목에 출전하였으며, 예선에서 580점으로 전체 4위로 결승에 진출했다. 결승에서 780.2점을 득점하여 올림픽 신기록을 갱신하면서 독일의 랄프 슈만과 크리스티안 라이츠를 꺾고 금메달을 획득했다. 그는 이 공로로 우크라이나 정부에게 우크라이나 공로장 3등급 훈장을 받았다.
2014년 9월 스페인 그라나다에서 열린 2014년 세계 사격 선수권 대회에서 25m 스탠더드와 센터파이어 권총 단체전 금메달을 획득하면서 처음으로 세계 선수권 대회 금메달을 획득했다.

## 수훈
- 우크라이나 공로장 3등급
- 우크라이나 독립 20주년 기념 메달